# たまねぎたまちゃん
『たまねぎたまちゃん』は、赤塚不二夫による日本の漫画作品。

## 概要
タマネギが主人公のギャグ漫画。『小学一年生』（小学館）にて、1967年9月号から1969年3月号まで連載されていた。オークラ出版より絵本も発売されている。『タマネギたまちゃん』とも表記されている。
ソノシートでも発売されている（後述）。
『ちゃぐりん』（家の光協会）にて、2019年5月号より吉勝太版も連載されている。また、連載初期のころは原作に近い二頭身のデザインだったが、途中から頭身が高くなり現実の人間に近いデザインに変更されている。なお、初期のエピソードは原作を基にしているが、ちいたまちゃん登場以降はオリジナルエピソードになっている。公式サイトにて、1話および最新話（1か月ごとに更新されている）が公開されている。現時点では単行本化はされていない。

## 登場キャラクター
野菜や果物を擬人化したキャラクター。動物も野菜・果物をモチーフにしている。他にも共通点として髪をヘタ（野菜や果物の頭頂部についている萼）で表現している。ここではレギュラーおよび重要となる人物を表記する。

### レギュラー
たまちゃん
たまねぎの主人公。正義感が強く弱いものいじめは許さない性格。両親がいる。とまとちゃんとレモンに惚れている。
ちゃぐりん版では超能力が使え、さらに持っていたエコバッグで正義の味方「エコバマン」に変身する。一時期、ちいたまちゃんが離れた影響で使えなくなったことがある。
エコバマン
エコバッグを被った正義の味方。ポジションは3号だが、やがて補欠になってしまった。
とまとちゃん
トマトの女の子。たまちゃんのガールフレンド。レモンとはライバル関係。
ちゃんぐり版ではスイカ星人によって心を操られるも逆に力を利用することで、たまちゃんやレモン同様超能力が使えるようになる。
さとちゃん
里芋の男の子。のんびり屋。笑い声は「ケッケラケーッ」
彼のデザインは『おた助くん』の一郎を元に作られており、『天才バカボン』や『風のカラッペ』などといった多数の漫画作品でも同様のデザインで登場している。
ぼけなすくん
ナスの男の子。おとぼけ。「ぼけなす食堂」の長男で、出前のヒーロー「デマエマン」になる。
きゅうすけくん
キュウリの男の子。おっとり。
とんかりくん
唐辛子の男の子。いじめっ子だが、本当は他人に褒められるのを恥ずかしがる腹いせによるものだった。一方で、たまちゃんを不良から庇ったりするなど根っからの悪ガキではない。
パインちゃん
パイナップルの女の子。ボーイッシュ。父親は警察官。
はくさいちゃん
白菜の女の子。控えめでおとなしい大和撫子。
原作およびちゃぐりんばん初期では目は小さくデフォルメされたような容姿だったが、ちゃんぐり版中期あたりで顔つきや目つきがとまとちゃんやパインちゃんに近い容姿に変更され、頭にカチューシャを付けるようになった。こちらは毒舌のぶりっ子として描かれている。
りんごちゃん
リンゴの女の子。恥ずかしがり屋。
きゃべちゃん（きゃべ太郎）
キャベツの男の子。おとなしい。
すうちゃん
スイカの転校生。転んでばかりいる。
かぼちゃん
カボチャの男の子。カボチャ城の王子様。
レモン
レモンの転校生。たまちゃんと同じく超能力が使える。とまとちゃんをライバル視している。

### その他
なすいぬ
ぼけなすくんのペットである犬。
たけのこのおじいさん、にんじんのおじいさん
タケノコとニンジンの老人たち。二人とも老齢だが元気。
チューリップ先生
チューリップの先生。たまちゃんの学校の担当教師。ダジャレが得意。
山イモ
山芋の不良少年。カキオの先輩。
カキオ
柿の不良で、山イモの後輩。
どくキノコ三人組
毒キノコの悪人たち。
ちゃんぐり版ではちいノコちゃんを悪用して、たまちゃんやちいたまちゃんに悪さをするも、ちいノコちゃんが病気で倒れた際に「もう二度と悪さはしない」と誓い改心する。
レンコンおばあちゃん
レンコンの駄菓子屋。子供たちに人気。ランド星人と合体して「ランドバーちゃん」に変身する。
ランドマン
アピヨン星人の前に現れた謎のヒーロー。赤いマスクを被りランドセルを背負っている。ちなみに、「ランドマン」とはたまちゃんが付けた仮称である。当初はニンニくんがランドマンだったが、両親にバレたため、ランドマンの役はたまちゃんに譲られた。
ニンニくん
ニンニクの少年。ランドマンの正体。当初はランド星人と共にランドマンになっていたが、両親に正体と宿題をサボったことがバレてしまい、ランドマンを降板する。

### 宇宙人
ちいたまちゃん
たまちゃんの弟。たまちゃんに超能力を与えた張本人。一度はアメリカへ留学したが後に帰っていた。
正体はタマネギ星の宇宙人で本名は「ネイギ」。実はこう見えて大人で地球で40歳。後にたまちゃんの叔父の「おじたま」に改名した。
ちいノコちゃん
キノコの宇宙人。元々は悪人だったが、今は改心してたまちゃんの仲間になった。
ノメエル
レモンの相棒の宇宙人。レモンの弟になっている。
レモン星人は1000歳まで生きるが、今は60歳なので本人にとってはまだ子供のようなものである。
スイカ星人
地球征服をたくらむ宇宙人。隊長と隊員がおり様々な怪獣の姿に変身する。しかし、最後の1人が降参したことで、たまちゃんたちと和解し、種になった仲間たちと共にスイカ星へ帰っていった。
隊長
スイカ星人のボス。とまとちゃんの心に入るも、逆に心の中のとまとちゃんに捕まり能力を奪われてしまう。
隊員たち
スイカ星人の隊員たち。全部で8人いる。様々な動物の怪獣に変身する。
8号
隊員の一人で。エコバマンに倒されることを察して降参・和解を宣言するも、地球征服をしようとした罰として不良たちに痛めつけられてしまう。それを見ていたたまちゃんたちに庇われ、とまとちゃんとレモンに介抱される。その後、モンチュターやたまちゃんたちから吐き出された仲間の種を持ち帰り、「もう地球征服はしない」とたまちゃんたちに見送られながら星に帰っていった。
モンチュター
スイカ星人が動物と合体した怪物だったが、エコバマンのスモール光線と合体光線で別の姿にさせられた姿。幼い子供たちに人気。
タコイチゴ
イチゴと合体したタコ。最初に登場した怪獣。元々は吉勝太のオリジナルキャラクター。
ヤモリンゴ
リンゴと合体したヤモリ。リンゴちゃんに嫌がられていたが、合体したことで彼女のペットになった。
ニャンメロ
メロンと合体した猫。元々は吉勝太が描いた『GCニャロメ!』のキャラクター。
イカイチゴ
イチゴと合体したイカ。
コウモリンゴ
リンゴと合体したコウモリ。
スズメロン
メロンと合体したスズメ。
アピヨン星人
ピーマン型の宇宙船に乗ってきた宇宙人。スライムのような外見をしている。浴びた者をアピヨンにするアピヨン光線が武器。元々は4人で一つの生命体であるため一人でも抜けると体調を崩してしまう。
バカポン一家
地球人に成りすましたアピヨン星人。最初は地球人の弱点を探ろうとしたものの、たまちゃんたちの優しさに触れて涙し、もう悪さしないと誓う。
バカポンが体調を崩したことで残りの3人が家族に扮し迎えにきたことにより回復した。現在は村で4人仲良く暮らしており、彼女も出来た。
元ネタは天才バカボン。
アピヨン光線
浴びた者をアピヨン（九九の答えが適当になる、前に歩けなくなる、言葉が逆さまになる、ダジャレばかり言うなど）にする光線。浴びた者は大体一週間で元に戻るが、一か月で戻らなくなる場合もありその時はもう一度光線を浴びる必要がある（前者はたまちゃんが、後者はレモンがそうなっている）。
ランド星人
ランドセルの宇宙人。地球を守るために魂だけで現れ、ニンニくんに乗り移ろうとするも誤って彼のランドセルに乗り移ってしまう。

## 作風
これは当時赤塚本人が野菜嫌いの多い子供たちが多いことに着目したことで連載された作品である。小学1年生という限定された読者に対し、子どもは好き嫌いが多いだろうと考えたことにより、あえて子どもが苦手とする野菜を主人公にしている。赤塚は同時期に『天才バカボン』や『もーれつア太郎』などのギャグ漫画を連載していたが、フジオ・プロダクションによると本作は「このほのぼのした味は赤塚のはばの広さを感じさせる」作品で、「赤塚作品の中で異色の力作」となっている。

## イメージソング
「たまねぎたまちゃんのうた」
- 作詞：若谷和子 / 作曲：藤家虹二 / 歌：サニー・トーンズ

「たまちゃんなみだがめにしみて」
- 作詞：赤塚不二夫 / 作曲：筒井広志 / 歌：白石冬美

「たまちゃんなみだがめにしみて」は、2006年にソリッドレコードから発売された『黄色い手袋Ｘ～幻の漫画ソノシート主題歌コレクション』（規格品番：CDSOL-1152）に収録されたほか、未来和樹がカバーしたものが2015年に株式会社童謡から発売された『たまねぎたまちゃん』（ASIN B015ZFTWKI）に収録されている。

## 書誌情報
- 赤塚不二夫『たまねぎたまちゃん 愛蔵版』風讃社（発行）・けやき出版（発売）、2004年9月初版発行[6]、ISBN 4-87751-250-0
- 赤塚不二夫（原案）・エナポゥとフジオ・プロ（作）『たまねぎたまちゃんの やさいもぐもぐ いちねんかん』オークラ出版、2018年12月初版発行、ISBN 978-4-7755-2811-2